# Zwartkapwever
De zwartkapwever (Pseudonigrita cabanisi) is een zangvogel uit de familie Passeridae (Mussen).

## Verspreiding en leefgebied
Deze soort komt voor van Ethiopië tot zuidwestelijk Somalië, Kenia en noordoostelijk Tanzania.